# Еберхард III фон Марк-Аренберг
Еберхард III фон Марк-Аренберг (на немски: Eberhard III von der Marck-Arenberg; † 19 юни 1496, погребан в църквата „Св. Кроа“ в Лиеж) от рода на Ламарките, е граф на Аремберг, бургграф на Брюксел, губернатор на Люксембург.

## Произход
Той е син на Йохан II фон Марк-Аренберг († 1470), господар на Седан, Аренберг. и съпругата му Анна фон Вирнебург († 1480), дъщеря на граф Рупрехт IV фон Вирнебург († 1433), губернатор на Люксембург, и втората му съпруга Агнес фон Золмс († 1415/1420). Брат е на Роберт I († февруари 1487), господар на Седан, на Вилхелм I († 18 юни 1485, екзекутиран), господар на Лумен, управител на Лиеж, Йохан († 1480), каноник в Маастрихт, Адолф († 1485), Лудвиг († сл. 1460), и на Аполония († 1540), омъжена I. на 19 януари 1472 г. за господар Дитрих ван Палант († януари 1481), II. ок. 1485 за Еркингер II фон Зайнсхайм († 1518), господар на Шварценберг.

## Фамилия
Първи брак: на 15 май 1455 г. с Маргерита де Бушут († 1476), дъщеря на Даниел IX де Бушут, бургграф на Брюксел, и Маргерита де Пукес († сл. 1460). Те имат 9 деца: Между тях:
- Роберт I фон Марк-Аренберг († 20 юни 1541), бургграф на Брюксел, господар на Бушут, женен на 14 юли 1495 г. за Матилда фон Монфор († 4 октомври 1550)
- Маргарета фон Марк († 27 юни 1542), омъжена 1473 г. за граф Йохан I фон Мандершайд-Бланкенхайм-Геролщайн (1446 – 1524)
- Еберхард IV фон Марк-Аренберг († 22 ноември 1532), граф на Марк-Аренберг, бургграф на Брюксел, господар на Бушут, женен I. на 14 септември 1494 г. за Маргарета фон Хорн († 30 август 1522), II. 1526 г. за Ерика фон Валдек (* 19 март 1511; † 8 октомври 1560)

Втори брак: сл. 1476 г. с Елеонора фон Кирхберг († 11 декември 1517), дъщеря на граф Еберхард VII фон Кирхберг († 4 юли 1472) и Кунигунда фон Вертхайм († 1481); или дъщеря на Филип фон Кирхберг († 1510) и Елизабет фон Шаунберг († 1491). Те имат три дъщери:
- Катарина фон Марк († 1493?)
- Йохана фон Марк (* 25 ноември 1494; † сл. 12 февруари 1565), омъжена I. 1518. г. за Клод де Бонард, господар на Гоминиес († 1521), II. ок. 1522 г. за граф Йохан II фон Монфор-Ротенфелс-Васербург († 1547/1548)
- Мария фон Марк (* 23 април 1496; † 20 май 1521), омъжена 1512 г. за граф Якоб фон Мандершайд, господар в Кайл-Фалкенщайн (* 1481/1482; † 26 април 1562), син на Вилхелм фон Мандершайд, господар на Кайл-Даун (1447 – 1508) и Аделхайд фон Саарверден († сл. 1516).